# Drăgotești (Gorj)
Drăgoteşti é uma comuna romena localizada no distrito de Gorj, na região de Oltênia. A comuna possui uma área de 27.84 km² e sua população era de 2709 habitantes segundo o censo de 2007.